# Sympetrum infuscatum
Espèce
Statut de conservation UICN

 LC  : Préoccupation mineure
Sympetrum infuscatum est une espèce de libellules du genre Sympetrum originaire du Japon, de Chine, de Russie et de Corée du Sud.

## Nom vernaculaire
- Noshimetombo ou Kurumatombo, Japon

## Synonymie
- Diplax infuscatum Selys, 1883